# Ombúes de Oribe
Ombúes de Oribe ist eine Ortschaft im Zentrum Uruguays.

## Geographie
Sie befindet sich auf dem Gebiet des Departamento Durazno in dessen Sektor 2. Sie liegt dabei in der Cuchilla de Tomas Cuadra nordöstlich der Departamento-Hauptstadt Durazno und südwestlich von Pueblo de Álvarez.

## Infrastruktur
Durch den Ort führen die Ruta 14 und die Ruta 100.

## Einwohner
Ombúes de Oribe hatte bei der Volkszählung im Jahr 2011 89 Einwohner, davon 48 männliche und 41 weibliche.
| Jahr | Einwohner |
| ---- | --------- |
| 1996 | -         |
| 2004 | 108       |
| 2011 | 89        |

Quelle: Instituto Nacional de Estadística de Uruguay